# Luther Burbank
Luther Burbank (7 de marzo de 1849 - 11 de abril de 1926) fue un botánico, horticultor estadounidense y un pionero muy controvertido en ciencias de la agricultura.
Produjo y desarrolló más de 800 razas y variedades de plantas en su más de 55 años de carrera. Sus variadas creaciones incluyeron frutos, flores, granos, pastos y verduras. También creó una variedad de cactus glabro (útil para la alimentación vacuna), y un híbrido de Prunus (plumcot).
Las más exitosas razas y variedades de Burbank incluye Leucanthemum × superbum (margarita Shasta), Papaver californicum (Fire poppy), "durazno July Elberta", Santa Rosa plum, "nectarina Flaming Gold", Wickson plum, Freestone peach, blackberry blanco. A partir de una variación genética natural de la patata Burbank con una coloración russet, se convertiría en la "papa Russet Burbank". Esa papa de carne blanca, grande, de piel beige, se convirtió en la papa predominante procesada.
 El primer trabajo de Burbank fue el la "Ames Plow Company" de Worcester, de 1864 a 1867. Luego concurre a la "Lancaster Academy" por un año, durante el cual estudió a Charles Darwin en "On The Variation of Animals and Plants Under Domestication" (1868), texto que ejerció una profunda influencia en su carrera. Burbank aprendió de Darwin los principios y métodos de la selección artificial que se usan para desarrollar características deseables en flora y fauna doméstica. En la granja familiar de Lunenburg, Massachusetts, desarrolló la patata Burbank, una inmensamente popular y económicamente importante variedad, el antecesor de la papa de Idaho.

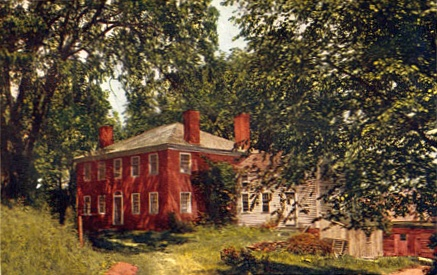
Casa natal de Burbank en Lancaster, Massachusetts.

## Vida y obra
Nació en Lancaster (Massachusetts), Burbank creció en una granja y recibió solo educación elemental. Fue decimotercero de 15 hijos, y disfrutó de la gran huerta que su madre cultivaba. Su padre fallece a sus 21 años, y Burbank usó su pequeña herencia en comprar 17 acres (6,9 ha) de tierra cerca de Lunenburg.
Burbank desarrollaría su patata, de 1872 a 1874. Burbank vendió los derechos de ese cultivo por $150.00 usando ese dinero para viajar a Santa Rosa (California), en 1875. Más tarde, otra selección natural de esa patata con piel color russet fue nombrada Patata Russet Burbank. Hoy, la Patata Russet Burbank es ampliamente cultivada en EE. UU. Es apreciada para procesamiento y un buen porcentaje de las papas fritas de McDonald's se hacen con este cultivo.
En Santa Rosa, Burbank compra 1,6 ha de tierra, estableciendo un invernáculo, viveros, y campos experimentales usados para conducir mestizajes vegetales. Ese sitio es hoy abierto al público como el parque Luther Burbank Home & Gardens. Luego compra 7 ha en Sebastopol para tener más áreas experimentales, Granja Gold Ridge.
De 1904 a 1909, Burbank recibió varios préstamos de la "Carnegie Institution" para realizar más estudios de hibridación. Los obtuvo por sus contactos con el propio Andrew Carnegie, que estaba por encima de los avisos que objetaban que Burbank no era un "científico" en sus métodos.
Burbank se fue haciendo más conocido por sus catálogos vegetales (el más famoso fue el de 1893 titulado Nuevas Creaciones en Frutas y en Flores), por el boca a boca de clientes satisfechos y por hermosos reportes de prensa especialmente en la primera década del siglo XX. (ibíd)

### Creaciones vegetales de Burbank

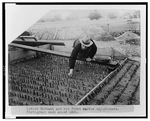
Burbank resembrando pequeñas plantas del cactus sin espinas, ca. 1890.

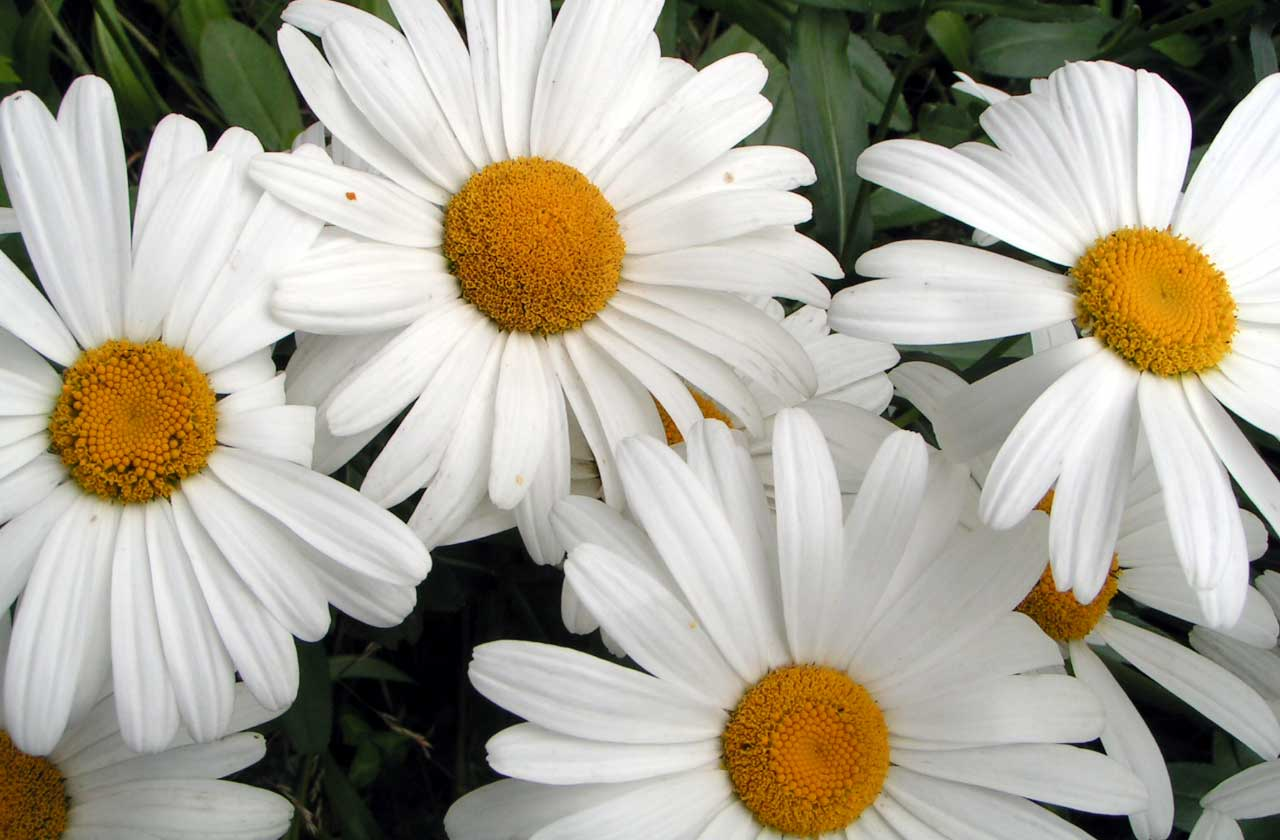
Shasta daisy.

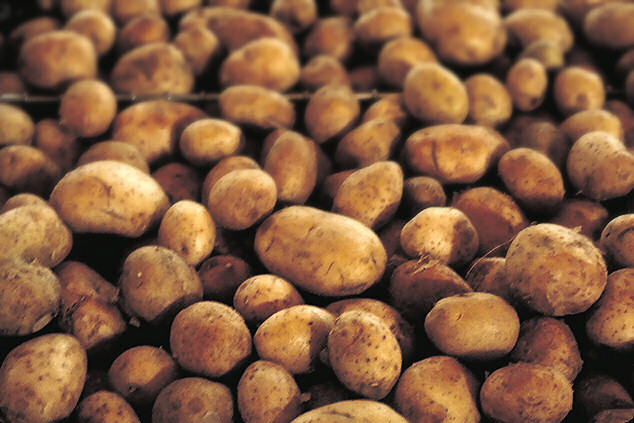
Patatas Russet Burbank.

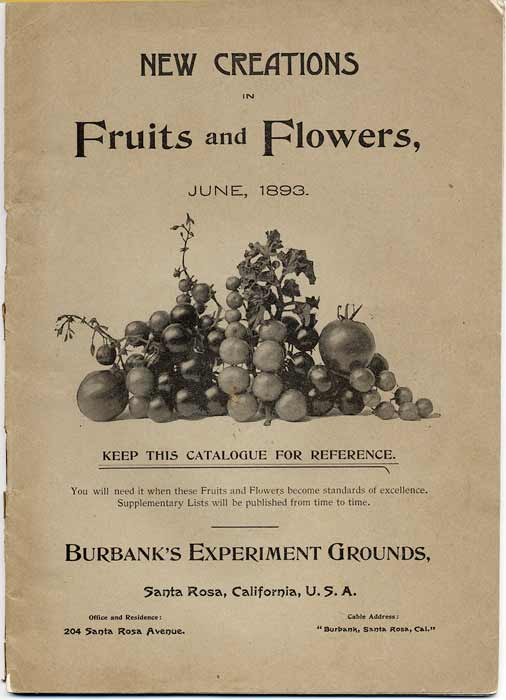
Nuevas creaciones en frutos y flores.

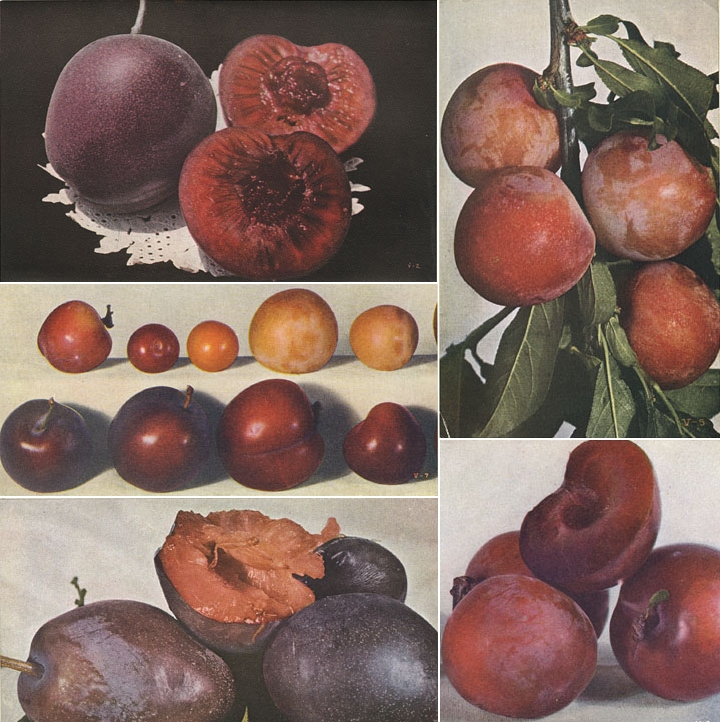
Burbank plums.

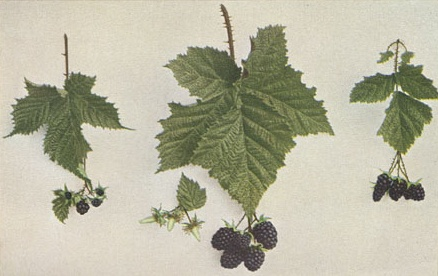
Correlaciones de calidad y formas de hojas y frutas. Revista 1914.

Burbank creó cientos de nuevas variedades de frutos (plum, pera, damasco, durazno, blackberry, raspberry), patata, tomate, flores ornamentales y otras plantas.
Frutas
- 113 Prunus (subgénero) y ciruela pasa
- 35 cactos frutales
- 16 moras
- 13 frambuesas
- 11 cidonios
- 11 Plunus
- 10 cerezas
- 10 frutillas
- 10 manzanas
- 8 duraznos
- 6 castaños
- 5 nectarinas
- 4 viñedos
- 4 peras
- 3 nogales
- 2 higos
- 1 almendro

Granos, pastos, forraje
- Nueve tipos

Verduras
- 26 tipos

Ornamentales
- 91 tipos

Burbank fue criticado por científicos debido a que no cuidaba de los registros, que son norma de un estudio científico, ya que lo que le interesaba eran los resultados más que la investigación básica. El Dr. Jules Janick, Ph.D., profesor de Horticultura y Arquitectura paisajística, de la Purdue University, escribió en World Book Encyclopedia, ed. 2004: "Burbank no puede considerarse un científico en el sentido académico."
En 1893, Burbank publicó un catálogo descriptivo de algunas de sus mejores variedades, titulado: New Creations in Fruits and Flowers.
En 1907, Burbank publicó el “Essays childrearing,” llamado The Training of the Human Plant.
Durante su carrera, Burbank fue autor, o coautor, de varios libros sobre sus métodos y resultados, como sus ocho volúmenes How Plants Are Trained to Work for Man, de 1921, Harvest of the Years, con Wilbur Hall, de 1927, Partner of Nature (1939), y los 12 vols. Luther Burbank: His Methods and Discoveries and Their Practical Application.

### Metodología
Burbank experimentó con varias técnicas, como esquejes e hibridación.

#### Mejoramiento intraespecífico
La hibridación intraespecífica, o sea dentro de una misma especie fue demostrada por Charles Darwin y antes por Gregor Mendel, y muy desarrollada por genetistas y mejoradores vegetales.
En 1908, George Harrison Shull describió la heterosis, o vigor híbrido. La heterosis describe la tendencia de la progenie de un cruzamiento específico a mejorar el rendimiento de ambos progenitores. La detección de la heterosis por los mejoradores condujo al desarrollo de líneas endocriadas que produjesen luego un rendimiento heterótico al cruzarse. El maíz fue la primera especie donde la heterosis se usó ampliamente para producir híbridos.
Hacia los 1920s, los métodos estadísticos se desarrollaron para analizar la acción de los genes y distinguir variaciones heredables de las variaciones por el ambiente.

#### Selección masal
Burbank hacía polinización cruzada a mano y plantaba todas las semillas resultantes. Y luego seleccionaba las plantas más promisorias para cruzarlas con otras más.
Con los árboles frutales realizaba esquejes de sus plántulas promisorias sobre árboles maduros para obtener fruta más rápido. Los registros lo muestran azaroso e insistemático (en aquellos casos donde guardó registros de todo) trabajando por instinto solo y de acuerdo a los principios aprendidos de los textos de Darwin. Con los berries practicó selección a escala masaal, haciendo crecer a veces miles de arbustos y descartando a casi todos. Burbank no usaba ni la genética mendeliana o la de Hugo de Vries con su teoría de las mutaciones. Creía que de Vries, quien visitó a Burbank, estaba errado en descartar ciertos híbridos por mutantes. En uno de sus pocos artículos publicados: "The Training of the Human Plant," opinó sobre su propia teoría de la herencia, que estaba muy cerca de la línea de la Biología neolamarckiana de la segunda mitad del siglo XIX. Como los neolamarckianos, Burbank asumía la herencia de características adquiridas. Creía que si una planta debía producir una súper buena fruta debía dárseles excelentes condiciones ambientales, y que esa calidad pasaría a su descendencia. "El Ambiente es el arquitecto de la herencia," escribió, "todos los caracteres que se transmiten han sido adquiridos."

## Vida personal

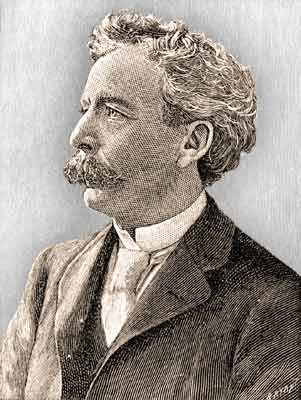
Luther Burbank - "The Wizard of Horticulture".

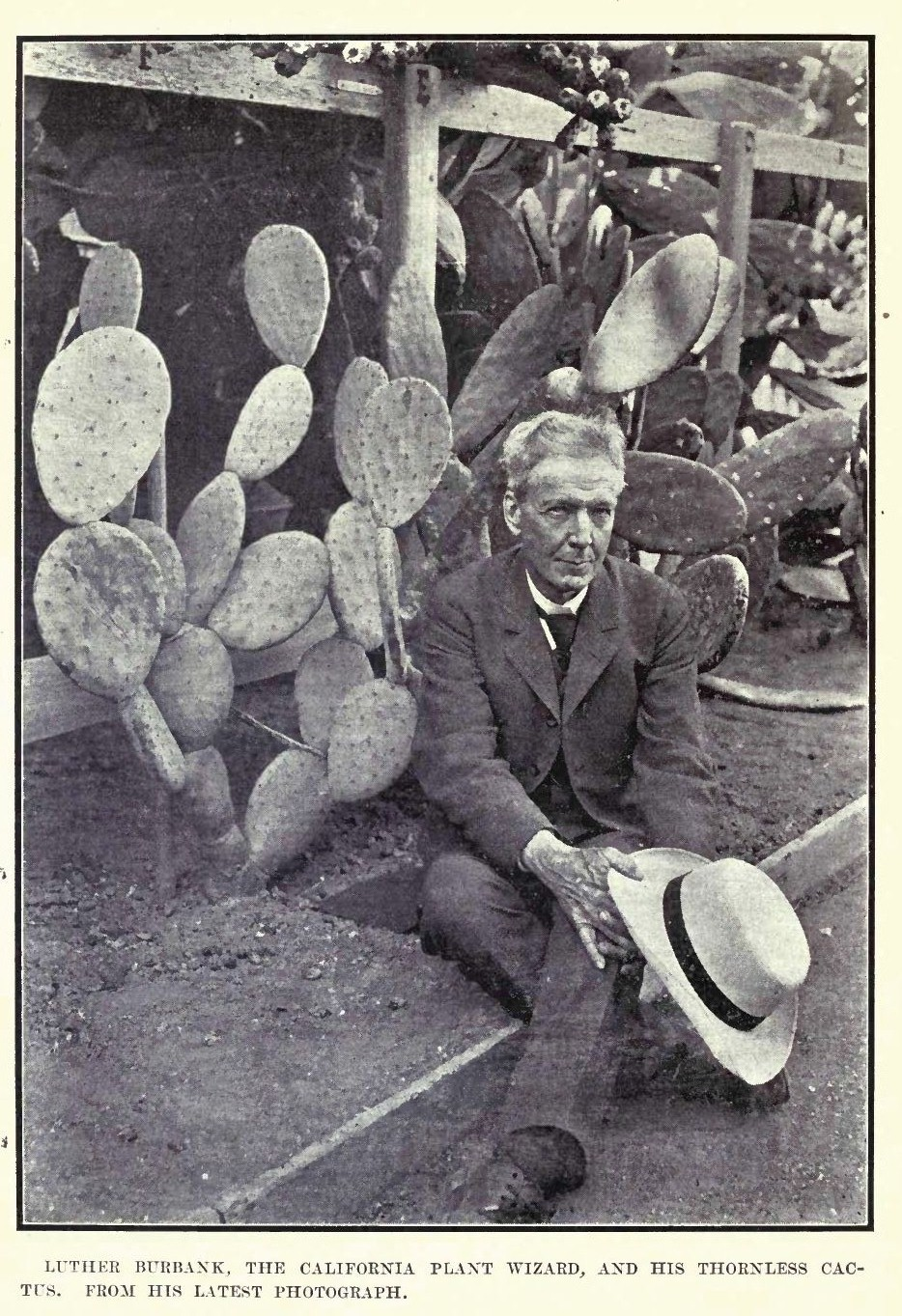
Luther Burbank con cactus sin espinas, ca. 1908.

Por todos dicho, Burbank era un encantador humano que deseaba ayudar a la gente. Estaba muy interesado en la educación y donaba mucho a las escuelas locales. Se casó dos veces: con Helen Coleman en 1890, y se divorciaron en 1896; y con Elizabeth Waters en 1916. No tuvo hijos.
Burbank también tenía un lado místico. Su amigo y admirador Paramahansa Yogananda escribió en su Autobiografía de un Yogui:

"Su corazón era incomensurablemente amoroso, largamente adquirido con humildad, paciencia, sacrificio. Su minúscula casa amiga de rosales era austeramente simple; él sabía del horror de la lujuria y de la joya de pocas posesiones. La modestia con la que vestía su fama científica me hace repetidamente acordarme de los árboles en los que cuelgan ramas pesadas por tanta fruta madura; es el árbol que le levanta su cabeza alto en ninguna jactancia." (Yogananda, 1946, p. 352)

En un sermón dicho en la Primera Iglesia congregacional de San Francisco, en 1926, Burbank dijo:

"Amo la humanidad, que ha sido un constante fulgor para mí durante mis setenta y siete años de vida; y amo las flores, los árboles, los animales, y todas las obras de la natura a medida que nos pasa el tiempo y el espacio. Qué hermosa vida cuando se trabaja estrechamente con la obra de la naturaleza, ayudándola a producir para el beneficio de la humanidad con nuevas formas, colores y perfumes en flores que nunca antes se conociesen siquiera; frutas en forma, tamaño y sabor nunca antes vistas en el globo; y los granos con productividades prodigiosas, cuyas gordas espigas se llenan con  más y mejores nutrientes, un verdadero granero de perfecto alimento--nuevo alimento para todos en el mundo."

### Deceso
A mediados de marzo de 1926, Burbank sufre un ataque cardíaco. Fallece el 11 de abril de 1926, a los 77. Fue sepultado cerca de los invernáculos de Luther Burbank Home and Gardens.

## Legado
La obra de Burbank atravesó la ley de 1930 Plant Patent Act, cuatro años antes de su deceso. La legislación hizo posible patentar nuevas variedades de plantas (excluyendo plantas de propagación por tubérculo). Para apoyar esa legislación, Thomas Edison testificó ante el Congreso para ayudar a la legislación y dijo que 

"Esta ley nos dará, estoy seguro,  muchos Burbanks."

 Las autoridades dieron las siguientes Patentes vegetales #12, #13, #14, #15, #16, #18, #41, #65, #66, #235, #266, #267, #269, #290, #291, y #1041 póstumamente.
En 1986, Burbank fue honrado en la National Inventors Hall of Fame. El Luther Burbank Home and Gardens, en el centro de Santa Rosa, son hoy designadas como National Historic Landmark. Luther Burbank's Gold Ridge Experiment Farm está en la lista de los National Register of Historic Places a poco km al oeste de Santa Rosa, en el distrito de Sebastopol (California).
La casa natal de Burbank, así como su oficina jardín de California, fueron trasladados por Henry Ford a Dearborn, Míchigan, y son parte de Greenfield Village.

## Honores

### Epónimos
Especies
- (Asteraceae) Chrysanthemum burbankii Makino
- (Myricaceae) Myrica × burbankii A.Chev.
- (Solanaceae) Solanum burbankii Bitter

- Luther Burbank Elementary School, Oakland (California)
- Luther Burbank High School, Sacramento (California)
- Luther Burbank High School, San Antonio (Texas)
- Luther Burbank Middle School, Houston (Texas)
- Luther Burbank Elementary School, Milwaukee (Wisconsin)
- Luther Burbank Middle School, Burbank (California)
- The Luther Burbank School District, San José (California)
- Santa Rosa's
- Luther Burbank Elementary School, Burbank (Illinois).
- Luther Burbank Elementary School, Santa Rosa (California).
- Luther Burbank Savings Bank, con sede en Santa Rosa, California
- Santa Rosa solía tener un centro de artes escénicas con el nombre de Burbank, pero la Wells Fargo compró los derechos del nombre por $3,2 millones en 2006 y lo renombró
- Lancaster Middle School, Lancaster, Massachusetts, fue renombrada como Luther Burbank Middle School en 2003
- Una Escuela media en Highland Park, Los Ángeles, California, nombrada Burbank Middle School
- Luther Burbank Elementary School, Altadena, California
- En 1931, la "Boys Parental School" localizada en Mercer Island (Washington), cambiándola por "Luther Burbank School". La Escuela continuó en funciones hasta 1966. El terreno de la Escuela fue adquirido por el Condado de King y convertido en el "Parque Luther Burbank"
- "Escuela Elemental Burbank" en Roxana (Illinois). Construida en 1936, y se amplió en 1966. Con la disminución de inscripciones, la escuela fue cerrada en 1983; y vendida a un quiropráctico local. Luego fue transferida al Condado, y demolida en diciembre de 2008

- La abreviatura «Burbank» se emplea para indicar a Luther Burbank como autoridad en la descripción y clasificación científica de los vegetales.[6]